# Miara spektralna
Miara spektralna – przeliczalnie addytywna miara wektorowa, określona na σ-ciele podzbiorów pewnej przestrzeni topologicznej o wartościach w zbiorze operatorów rzutowych pewnej ośrodkowej przestrzeni Hilberta, przyporządkowująca całej przestrzeni operator jednostkowy. John von Neumann zbudował współczesną mechanikę kwantową na teorii miar spektralnych.

## Definicja
Niech {\displaystyle X} będzie przestrzenią topologiczną, {\displaystyle {\mathfrak {M}}} σ-ciałem podzbiorów tej przestrzeni. Dalej, niech {\displaystyle H} będzie ośrodkową przestrzenią Hilberta i niech {\displaystyle L(H)} oznacza przestrzeń operatorów liniowych i ciągłych przestrzeni {\displaystyle H.}
Funkcję {\displaystyle E\colon {\mathfrak {M}}\to L(H)} nazywamy miarą spektralną w przestrzeni {\displaystyle X} wtedy i tylko wtedy, gdy:
1. {\displaystyle E(B)} jest operatorem rzutowym dla {\displaystyle B\in {\mathfrak {M}}.}
2. {\displaystyle E(X)=I,}
3. {\displaystyle E(B_{1}\cap B_{2})=E(B_{1})\circ E(B_{2}),\;B_{1},B_{2}\in {\mathfrak {M}}}
4. Funkcja {\displaystyle B\mapsto E(B)x,\;x\in H,\;B\in {\mathfrak {M}}} jest przeliczalnie addytywną miarą wektorową.

## Własności
- Gdy {\displaystyle B_{1},B_{2}\in {\mathfrak {M}}} oraz {\displaystyle B_{1}\subseteq B_{2},} to {\displaystyle E(B_{1})\leqslant E(B_{2})} w sensie {\displaystyle (E(B_{1})h|h)\leqslant (E(B_{2})h|h),\;h\in H.} Ponieważ {\displaystyle \|E(B_{1})h\|^{2}=(E(B_{1})h|h),} więc z powyższego wynika, że {\displaystyle E(B_{1})H\subseteq E(B_{2})H} – operator {\displaystyle E(B_{1})} rzutuje na podprzestrzeń zawartą w podprzestrzeni {\displaystyle E(B_{2})H.}
- Jeżeli {\displaystyle h,k\in H} oraz {\displaystyle B\in {\mathfrak {M}},} to równość {\displaystyle E_{h,k}(B):=(E(B)h|k)} określa przeliczalnie addytywną miarę wektorową o wahaniu ograniczonym przez {\displaystyle \|h\|\|k\|.}

## Przykład
Niech {\displaystyle X} będzie przestrzenią zwartą oraz {\displaystyle {\mathfrak {M}}={\mathcal {B}}(X)} – σ-ciałem zbiorów borelowskich tej przestrzeni. Jeśli {\displaystyle \mu \colon {\mathcal {B}}(X)\to [0,\infty ]} jest miarą oraz {\displaystyle H=L^{2}(\mu )} oznacza przestrzeń funkcji przestrzeni {\displaystyle X,} całkowalnych z kwadratem w sensie {\displaystyle \mu ,} to funkcja dana wzorem {\displaystyle E(B)f=f\cdot \mathbf {1} _{B},\;B\in {\mathcal {B}}(X),f\in H} jest miarą spektralną, gdzie {\displaystyle \mathbf {1} } oznacza funkcję charakterystyczną.